# Josep Vergés i Fàbregas
Josep Vergés i Fàbregas (Barcelona, 31 de gener de 1903 - Palma 1984) fou un filòleg, traductor i pedagog català, pare d'Oriol Vergés i Mundó.
Fill de Francesc Vergés i Dalmau nascut a Arenys de Mar i de Assumpció Fabregas i Samaranch nascuda a Barcelona. El 1927 va llicenciar-se en filosofia i lletres a la Universitat de Barcelona, on va estudiar llatí amb Joaquim Balcells i Pinto. El 1930 va ser nomenat professor d'història de la cultura a l'Escola de Bibliotecàries de la Mancomunitat de Catalunya, el 1932 va obtenir la càtedra de llatí i es va incorporar a l'Institut-Escola de la Generalitat, del que en fou el secretari.
En acabar la guerra civil espanyola, com que hi havia prestat serveis auxiliars, fou traslladat a Manresa i no li permeteren tornar a Barcelona fins al 1957. Fou catedràtic de llatí de l'institut Milà i Fontanals fins a la seva jubilació el 1973. Com a editor i traductor de clàssics, ha estat molt vinculat a la Fundació Bernat Metge, de la qual el 1959 passà a formar part del consell directiu. El 1928 va traduir-hi amb el seu company Joan Petit i Montserrat els poemes de Valeri Catul, el 1930 els Discursos d'Iseu de Calcis i el del 1953 al 1964 els cinc volums dels Discursos de Ciceró. També va revisar el text llatí dels volums corresponents a l'Epistolari de sant Cebrià, d'un volum de Quint Curci, de tres volums dels Discursos de Ciceró i el 1978-1981 va traduir les Odes d'Horaci. Ha estat autor de manuals per a l'ensenyament del llatí. El 1982 va rebre la Creu de Sant Jordi.